# Zwackhiomyces lecanorae
Zwackhiomyces lecanorae is een korstmosparasiet behorend tot de familie Xanthopyreniaceae. Hij parasiteert op het korstmos Lecanora.

## Kenmerken
Het groeit als ascomata perithecia op de thallus en apothecia van de gastheerkorstmos. Het heeft een diameter van 200 tot 250 µm. De vorm is bolvormig tot peervormig met de top afgeplat. Perifysen zijn afwezig. De asci zijn cilindrisch, kortstelig, dikwandig, met een breed afgeronde top, niet jodiumverkleurend, 8-sporig en meet 50-100 × 12-21 µm. De ascosporen biserieel gerangschikt eivormig met breed afgeronde uiteinden, bijna altijd ongesepteerd, hyaliene, wrattig als ze volgroeid zijn, met een dunne perispore als ze jong zijn en meten 14-16 × 7-9 µm.

## Verspreiding
Zwackhiomyces lecanorae komt voor in Europa en een enkele vondst is bekend uit Zuid-Amerika. In Nederland komt het zeer zeldzaam voor.